# سين كاتاياما
سين كاتاياما (باليابانية: 片山潜؛ بالكانا: かたやま せん) هو صحفي وناشط حقوق الإنسان ياباني، ولد في 26 ديسمبر 1859 في كومينان ‏ في اليابان، وتوفي في 5 نوفمبر 1933 في موسكو في روسيا.